# ハインスファルト
ハインスファルト (ドイツ語: Hainsfarth) はドイツ連邦共和国バイエルン州シュヴァーベン行政管区のドナウ＝リース郡に属す町村（以下、本項では便宜上「町」と記述する）で、エッティゲン・イン・バイエルン行政共同体を構成する自治体の一つである。

## 地理
ハインスファルトは、アウクスブルク開発計画地域に属す。

### 自治体の構成
この町は、公式には7つの地区 (Ort) からなる。このうち小集落や孤立農場などを除く集落を以下に列記する。
- ハインスファルト
- シュタインハルト

## 歴史
ハインスファルトはフルダ修道院の寄贈目録にその名がある。これは800年頃に作成されたものである。神聖ローマ帝国時代、この町は以下の領主達の間で分割されていた: アイヒシュテット聖堂参事会、ドイツ騎士団、ブランデンブルク辺境伯、エッティンゲン＝エッティンゲン侯、エッティンゲン＝シュピールベルク侯。この町は1806年のライン同盟に伴いバイエルン領となった。ハインスファルトは、エッティンゲンとプロイセンのアンスバッハ侯領との間の安全保障地域 (Sicherungsdistrikt) に属した。バイエルンの行政改革に伴う1818年の市町村令により現在の自治体が成立した。19世紀のハインスファルトにはシュヴァーベン最大のユダヤ人組織があった。1942年に最後のユダヤ人が追放された。修復されたシナゴーグやイスラエル式墓地は現在も遺されている。

### 人口推移
- 1970年 1,466人
- 1987年 1,443人
- 2000年 1,517人

## 行政
町長はクラウス・エンゲルハルトである。
町議会は12人の議員からなる。

## 経済と社会資本

### 教育
- 国民学校 1校

## 引用
1. ↑  https://www.statistikdaten.bayern.de/genesis/online?operation=result&code=12411-003r&leerzeilen=false&language=de Genesis-Online-Datenbank des Bayerischen Landesamtes für Statistik Tabelle 12411-003r Fortschreibung des Bevölkerungsstandes: Gemeinden, Stichtag (Einwohnerzahlen auf Grundlage des Zensus 2011)
2. ↑  Bayerische Landesbibliothek Online